# ATB-Market
Koordinaten: 48° 27′ 27,6″ N, 35° 1′ 27,3″ O

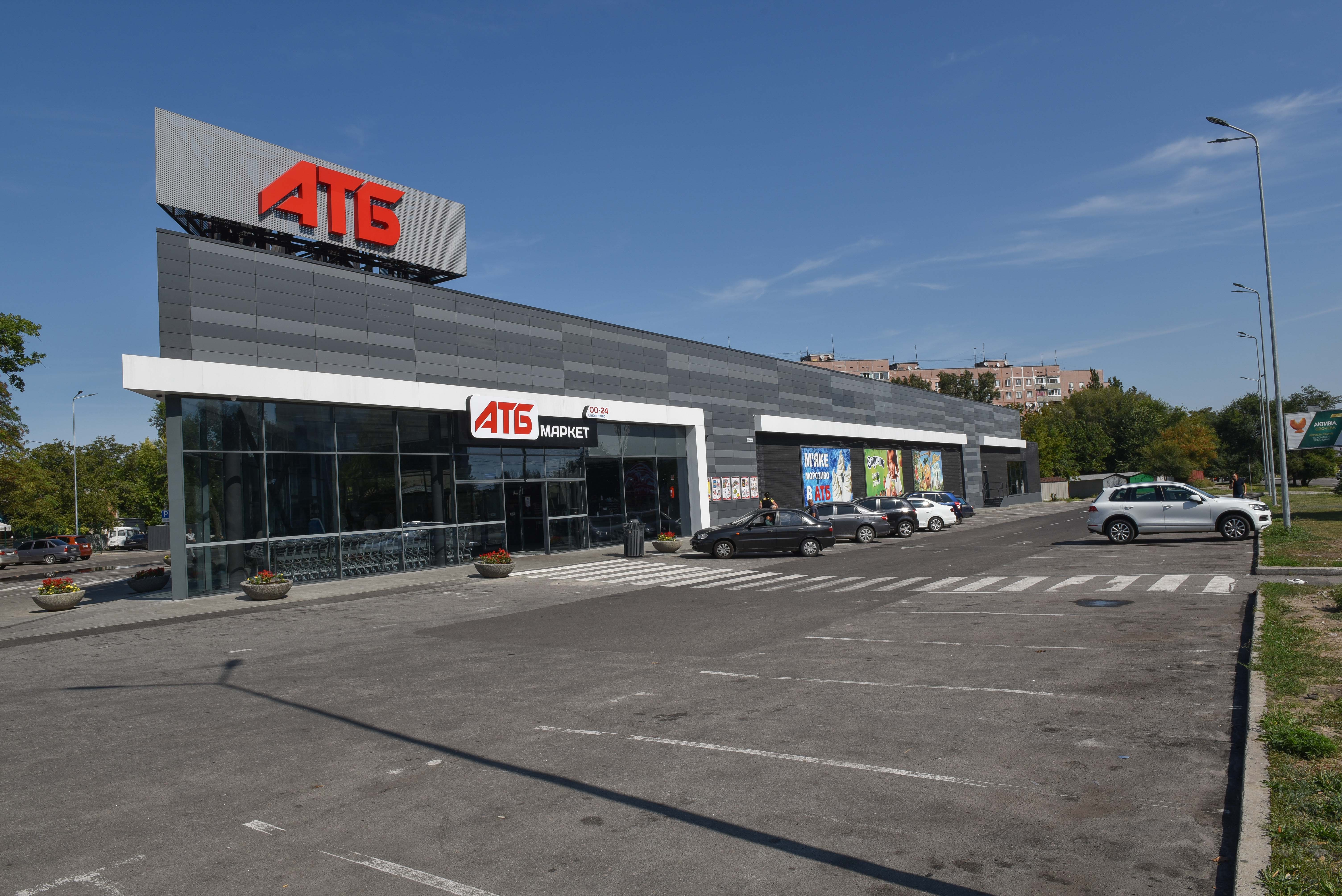
Modernisiertes ATB-Geschäft, 2017

ATB-Market (umgangssprachlich kyrillisch АТБ ATB) ist ein national tätiger ukrainischer Discounter und gehört als Tochterunternehmen zum „AgroTechBusiness“-Konzern mit Hauptsitz in Dnipro. Die Kette ist der größte Lebensmitteleinzelhändler der Ukraine.

## Geschichte
Die Kette wurde 1993 als Zusammenschluss von sechs Märkten in Dnipro gegründet. Erst 1998 bekam die Kette ihren heutigen Namen „ATB“, ein Akronym von „AgroTechBusiness“.
Zum 10. Januar 2010 gab es insgesamt 372 Märkte in 114 Städten der Ukraine, die täglich von rund 1 Million Kunden besucht wurden. Davon befanden sich 139 Märkte (40 % aller Märkte) in der Oblast Dnipropetrowsk, danach folgte die Oblast Donezk mit 41 Märkten in 25 Städten und die Oblast Saporischschja mit 39 Läden in 10 Städten.
Nach der völkerrechtswidrigen Annexion der Krim durch Russland und dem Krieg in der Ukraine seit 2014 musste das Unternehmen 59 Läden und ein Verteilzentrum auf der Krim und 152 weitere Läden und ein weiteres Verteilzentrum in der Ostukraine schließen. Das Unternehmen beziffert die Verluste mit 7 Mrd. Hrywnja.
In diesem Zug wurde die neue Gesellschaft „PUD“ (russisch ООО «ПУД» OOO „PUD“) in der Stadt Krasnodar in der gleichnamigen Region Krasnodar ⊙ registriert und alle Filialen in der Autonomen Republik Krim und der „Stadt mit Sonderstatus“ Sewastopol dahin ausgegliedert. Die Märkte wurden dabei in „PUD“ (russisch ПУД PUD als Akronym von «продукты у дома» "produkty u doma") umfirmiert. Die Geschäfte wurden 2017 für 500 Millionen Rubel an die „Agrokomplex N. I. Tkatschow“ (rus. russisch Агрокомплекс имени Н. И. Ткачёва) des Gouverneurs der Region Krasnodar Alexander Nikolajewitsch Tkatschow, der durch die EU, Kanada und Australien nach der Krimannexion durch Russland sanktioniert wurde, verkauft. Der Gesellschaftssitz befindet sich eigenen Angaben zufolge inzwischen in der Stadt Simferopol ⊙.
Die Geschäfte in den besetzten Gebieten der Ostukraine wurden durch die Separatisten beschlagnahmt und anschließend durch Enteignung durch die „Volksrepubliken“ verstaatlicht.
Die Leitung der Geschäfte auf dem Gebiet der Donezker Volksrepublik wurde an Stawros Bagatelija (russisch Ставрос Багателия) übertragen. Die Volksrepublik nennt ihn einen „abchasischen Freiwilligen“ und bezeichnet ihn wahlweise als „Kommandeur der internationalen Brigade 'Pjatnaschka'“ (rus. командир «интернациональной бригады» «Пятнашка») oder als „Stellvertreter des Oberbefehlshabers der republikanischen Garde der Donezker Volksrepublik“ (rus. «заместитель главнокомандующего республиканской гвардии ДНР»), die Supermärkte firmieren unter der Bezeichnung „Erster Republikanischer Supermarkt“ (rus. «Первый республиканский супермаркет»), in der Stadt Horliwka dagegen als „Impuls“.
Die Läden auf dem Gebiet der Luhansker Volksrepublik firmieren unter der Bezeichnung „Völkischer“ (rus. «Народный» „Narodny“, Anmerkung: dieser Begriff ist im russischen nicht negativ konnotiert).
Zum Geschäftsjahr 2019 gab es bereits 1088 Läden an 279 Standorten in 24 Oblasten der Ukraine und es wurden täglich 3,7 Millionen Kunden verzeichnet.

## Kritik

### „Besonderer Blick“ Reportage 2015
In der am 10. Dezember 2015 ausgestrahlten Sendung „Besonderer Blick“ (Особый взгляд) beim Sender 5 Kanal wurde herausgestellt, dass die Discounterkette sehr häufig durch Skandale in Erscheinung tritt, darunter ein Fund von Würmern in Süßigkeiten und verschiedene Berichte von Kunden auf sozialen Medien über Ratten und Fledermäusen in den Geschäften. Die Produzenten bezichtigen ATB darüber hinaus, „an der Verarmung der Ukrainer zu verdienen.“
Von den Journalisten befragte Experten äußern sich besorgt über mögliche Gesundheitsschäden durch abgelaufene oder billige Produkte und Lebensmittel in ukrainischen Supermärkten und Discountern, darunter ebenfalls Produkte von ATB.
Maksym Nesmejanow (russisch Максим Несмеянов Maksym Nesmejanow), Direktor des Verbraucherverbands der Ukraine (rus. Союз потребителей Украины Sojus Potribitelej Ukrainy), berichtet dazu folgendes:

«в отличие от европейских сетей, где на реализацию продукции с критическим сроком годности отводится несколько дней, в Украине такой товар продают, пока он не закончится на полках.»

„Im Unterschied zu europäischen Ketten, wo der Verkauf von Produkten mit kritischem Haltbarkeitsdatum nur wenige Tage möglich ist, werden in der Ukraine solche Waren verkauft, bis die Regale leer sind.“

Der Verbraucherverband kritisiert darüber hinaus die Qualität der Handelsmarken in Hinsicht auf Zutaten und Zusammensetzung als auch auf andere Hygieneindikatoren.